# He (ضمیر)
He، ضمیر شخصی سوم شخص مفرد مذکر در زبان انگلیسی است.<ref>